# 트레이닝 셋
인공지능 분야에 있어서, 트레이닝 셋(training set)은 입력 벡터와 "응답" 벡터로 이루어진 집합을 말한다. 이것은 지도학습 방법과 함께 사용되는데, 인공지능 기계가 사용하는 지식 데이터베이스(knowledge database)을 "훈련(train)"시키기 위해 쓰인다. 여기서 지식 데이터베이스란, 예를 들면 신경망 혹은 나이브 베이즈 클래스파이어 같은 것들을 말한다.
일반적으로 지능 시스템은 한 개 혹은 한 개 이상의 인자를 입력으로 받아들이는 함수 하나 및 결과로 나와야 할 출력 벡터 하나 및 입력 벡터를 인자로 삼아 시스템을 한 번 동작하게 만드는 학습 방법(learning method)의 작업(task) 및 출력 벡터(output vector)를 계산하는 단계, 응답 벡터(answer vector)와 비교하는 단계, 다음 번에 시스템이 시뮬레이트될 때 출력 벡터를 응답 벡터와 더 유사하게 만들기 위해 무언가를 바꾸는 단계를 포함한다.

## 같이 보기
- 테스트 셋